# Tomasz Grochowalski
Tomasz Grochowalski (ur. 13 lipca 1968 w Warszawie) – polski gitarzysta basowy. Członek Akademii Fonograficznej ZPAV.
Od 1988 do 1992 roku grał w zespole Closterkeller na gitarze basowej. Był jego współzałożycielem i podporą, razem z Anją Orthodox. Grywał też w innych grupach. W 1991 roku zagrał kilkanaście koncertów z grupą T.Love. Od 1992 roku, na stałe związany jest z grupą Elektryczne Gitary, która nagrała z nim wszystkie swoje płyty i z którą występuje na koncertach. Gra również w innych składach – zaangażował się w działalność w grupie Aleksandra Koreckiego – Z Całym Szacunkiem Dzika Świnia. Od 2007 do 2009 grał w grupie rockowej Bimber Poland. Na początku 2007 roku przejął stanowisko basisty w alternatywnej grupie Neuma, w której gra również jego kolega z innych składów, wspomniany Alek Korecki.
Od 1994 roku gra na sześciostrunowej gitarze basowej Pedulla.
Tomasz Grochowalski ma żonę Annę i syna Patryka.